# Filioque

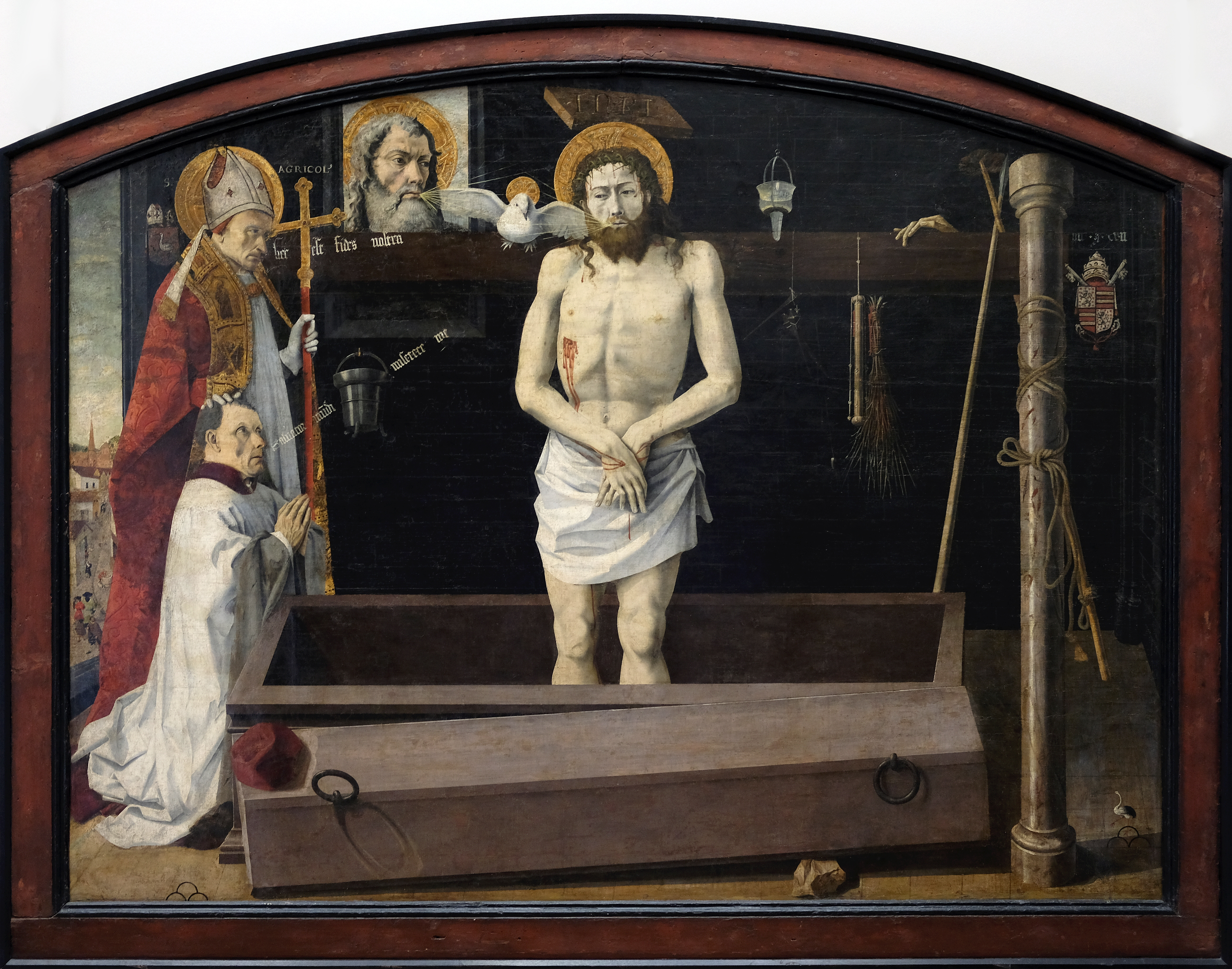
Doktrinen om Filioque. Boulbonaltaret i Louvren.

Filioque är ett ord som betyder och (av) Sonen på latin, och är ett i den västliga kyrkan uppkommet tillägg i Nicaenska trosbekännelsens tredje artikel, som behandlar den Helige Ande. Enligt tillägget utgår Anden från både Fadern och Sonen, det så kallade Filioque-tillägget. Detta kom att åberopas som en av orsakerna till den avgörande schismen mellan den Romersk-katolska och Östortodoxa kyrkan. 
Östortodoxa kyrkan håller fast vid den Nicaenska trosbekännelsen från Konstantinopel i dess ursprungliga ordalydelse, det vill säga utan Filioque. Därmed anser den Östortodoxa kyrkan att Filioque är en heresi.

## Historik
Orden "och Sonen" lades till efter orden att den Helige Ande utgår "från Fadern":
Vi tror på den helige Ande,
som är Herre och ger liv
som utgår från Fadern <och Sonen>
och som talade genom profeterna.
Den helige Ande är omnämnd i Johannesevangeliet 20:21: "Jesus sade till dem igen: Frid åt er alla. Som Fadern har sänt mig, så sänder jag er. Sedan andades han på dem och sade: Ta emot helig ande. Om ni förlåter någon hans synder, så är de förlåtna, om ni binder någon i hans synder, så är han bunden".
Tillägget Filioque kan, möjligen, ha gjorts i polemik mot arianismen, eftersom det först formulerades under tredje konciliet i Toledo år 589. I Spanien spelade den arianska kyrkan under en lång tid en dominerande roll. Formuleringen filioque är dock belagd redan år 410, men det var i Toledo 589 som den för första gången användes i officiella sammanhang. Kyrkan i Rom förhöll sig länge avvaktande till tillägget, och påve Leo III lät år 810 gravera silverplattor med trosbekännelsen utan filioque-tillägget.
Tillägget anses att ha spelat en avgörande roll vid schismen mellan väst- och östkyrkan 1054. Motsättningarna mellan kyrkorna i väst och öst hade även realpolitiska grunder som gick betydligt längre tillbaka än 1054.
Filioque anknyter till Augustinus treenighetslära, enligt vilken Anden är det kärlekens band som förenar Fadern och Sonen. Östkyrkorna avvisar alltjämt denna formulering, och den anses vara en stötesten för ekumeniken.